# Gauntlet: Seven Sorrows
Gauntlet: Seven Sorrows è un videogioco d'azione a tema fantasy sviluppato e pubblicato dalla Midway Games, guidata dai programmatori John Romero e Josh Sawyer.

## Storia
Secoli fa, quattro eroi Immortali sono stati riuniti insieme per servire l'imperatore che riunì tutti i regni del Mondo.
L'Imperatore ha sempre seguito i consigli dei suoi eroi, fino al giorno in cui, ingannato dai suoi sei consiglieri, ha cercato di impadronirsi della loro immortalità, crocifiggendoli sul Grande Albero alla fine del Mondo (il primo dei "Sette Dolori"). Successivamente l'Imperatore si è pentito di questo atto, ma ciononostante ha compiuto ancora sei azioni malvagie (i successivi "sei dolori"), prima di essere ucciso dai suoi consulenti di fiducia. Tuttavia, prima della sua morte egli ha rimediato al suo primo dolore, liberando i suoi fedeli eroi dall'albero.
Tramutato ora in fantasma, l'Imperatore ha deciso di aiutare gli eroi nel loro viaggio contro il male, dando loro indicazioni per distruggere i suoi ex consiglieri, trasformati in creature mostruose per aver rubato l'immortalità degli eroi.
Se gli eroi antichi non riusciranno a sconfiggere i sei consiglieri, e perciò a rimediare ai "Sette Dolori" dell'Imperatore, il male dilagherà senza frontiere in tutte le terre conosciute.

## Personaggi

### Eroi

#### Il Guerriero
Athalbrandr, anche detto Il Guerriero, è il più forte dei quattro eroi Immortali al servizio dell'Imperatore. È nato più di trecento anni fa nelle isole nordiche di Heima ed è considerato "benedetto" fin dalla nascita. Col tempo, il Guerriero divenne molto intollerante verso tutto ciò che riteneva un'ingiustizia e prese a considerare i giuramenti della sua gente ridicole formalità, stancandosi della sciocca osservanza delle consuetudini sociali e della rigida applicazione della legge. 
Appare come un uomo imponente dall'aspetto arcigno. Ha un carattere schivo e solitario, non tollera le offese e non apprezza umorismo e sarcasmo. Dei quattro eroi, sarà colui nutrirà l'odio più profondo verso i sei malvagi consiglieri.

#### La Valchiria
Ragneithur, anche detta La Valchiria, è una dei quattro eroi Immortali al servizio dell'Imperatore. È nata circa trecento anni fa su Northìs, la più piccola delle isole di Heima, ed è la più resistente dei quattro immortali. Appare come una donna sicura di sé e molto affascinante. È schietta, protettiva, lacerata da un conflitto interiore, ma non si arrabbia facilmente e non è vendicativa. Dovrebbe essere la guardiana di Athalbrandr, colei che gli dispensa consigli, ma egli sembra non prestarle mai attenzione.

#### Il Mago
Madoc, anche detto Il Mago, è uno dei quattro eroi immortali al servizio dell'Imperatore. È nato quattro secoli fa nelle pianure di Gwaedmae, è quindi il più anziano dei quattro immortali ed è quello con la magia più potente. Appare come una persona anziana e molto calma in ogni situazione, e proprio per questo approccio distaccato e passivo verso le più spaventose atrocità del mondo viene spesso considerato senza cuore. Il suo odio per i sei consiglieri diventerà ben presto brutale quasi tanto quello nutrito dal Guerriero.

#### L'Elfo
Idain, anche detto L'Elfo, è uno dei quattro eroi immortali al servizio dell'Imperatore. È nato e cresciuto nella città sotterranea di Ailura, è il più giovane dei quattro immortali ed è il più agile di essi. È una persona amichevole e piuttosto ingenua, con un approccio ottimistico, positivo e filosofico di tutto ciò che lo circonda. È il più colto dei quattro eroi e, nonostante tutte le atrocità del Mondo, egli non smette mai di sperare in un futuro migliore.

### I Sei Consiglieri
I Sei Consiglieri (con i loro servitori) sono i principali nemici degli eroi nel gioco. Per aver rubato l'immortalità degli eroi si sono trasformati in esseri mostruosi (tranne il Gran Magistrato). Ecco come si propongono nel gioco:
- Spaventapasseri vivente
- Albero vivente
- Golem di pietra
- Gran Magistrato (l'unico che abbia mantenuto le sue fattezze umane)
- Capo dei Troll
- Mostro di lava